# Fonds national du cinéma azerbaïdjanais
 (mars 2022).
Le Fonds national du cinéma de la république d'Azerbaïdjan (ARDFF)(en azéri:Azərbaycan Dövlət Film Fondu) est un fonds cinématographique créé sous l'égide de l'Association de production d'Azerkinovideo par ordre du cabinet des ministres d'Azerbaïdjan en date du 22 décembre 1993, opérant depuis 1994 et situé à Bakou. 

## Organisation
En 1999, le Fonds est élu membre de la Fédération Internationale des Archives du Film (FIAF).
La Fondation fonctionne conformément aux normes internationales basées sur les recommandations de la Fédération internationale des archives du film. La fondation, qui est en contact régulier avec le siège de la Fédération à Bruxelles, reçoit d'eux des informations sur les différents types de littérature cinématographique, l'organisation du travail d'archives dans le cinéma mondial et les innovations dans le développement de ce domaine.

## Activité
L'activité de la Fondation comprend 5 directions principales :
Restauration et protection des films
Promotion du cinéma national et étranger
Collection de faits et matériels d'archives
Réalisation de travaux scientifiques et de recherche
Réalisation de travaux sur les relations internationales 

## Contenu
Le matériel cinématographique comptant 64 372 unités, environ 20 000 documents photographiques différents, environ 14 000 documents originaux et objets (scénarios littéraires et de réalisation de films, feuilles de montage, diplômes et prix, etc.) sont conservés dans le Fonds national du cinéma. Parallèlement, des recherches scientifiques sont menées sur les films. Les premières chroniques tournées il y a 119 ans, qui ont constitué la base du cinéma national azerbaïdjanais ("Feu de fontaine au pétrole à Bibiheybat" et "Fontaine de pétrole à Balakhani ", 1898) ont été extraites des archives cinématographiques françaises et conservées à l'ARDFF. Depuis 2008, une fois par un, le Fonds publie " Bulletin de film" sur les œuvres cinématographiques protégées par le Fonds du cinéma. Ces livres et bulletins sont envoyés aux membres de l'organisation par l'intermédiaire de la FIAF.

## Promotion
L'une des principales directions du Fonds est la promotion des films nationaux et étrangers. Des soirées créatives et des anniversaires de personnalités du cinéma sont organisés sur la base du programme d'événements préparé à cet égard. Le catalogue de films sont publiés en azerbaïdjanais, russe et anglais, ainsi que des versions électroniques. Les négatifs et les positifs des documents photographiques du compositeur Gara Garayev, Fikret Amirov, Niyazi, Tofig Guliyev et Muslim Magomayev ont été apportés à la Fondation depuis la fédération de Russie, le Canada, la Géorgie et d'autres pays. 

## Musée
La fondation possède également un musée. Ce musée présente des expositions intéressantes de notre cinématographie, des dons faits au Fonds par des hôtes étrangers, des archives personnelles des célébrités. La Maison du cinéma pour enfants a été ouverte à l'ARDFF avec le soutien de la Fondation Heydar Aliyev.